# Relação de futebolistas estrangeiros do Santos Futebol Clube

## Jogadores
Lista de jogadores estrangeiros que passaram pelo Santos.

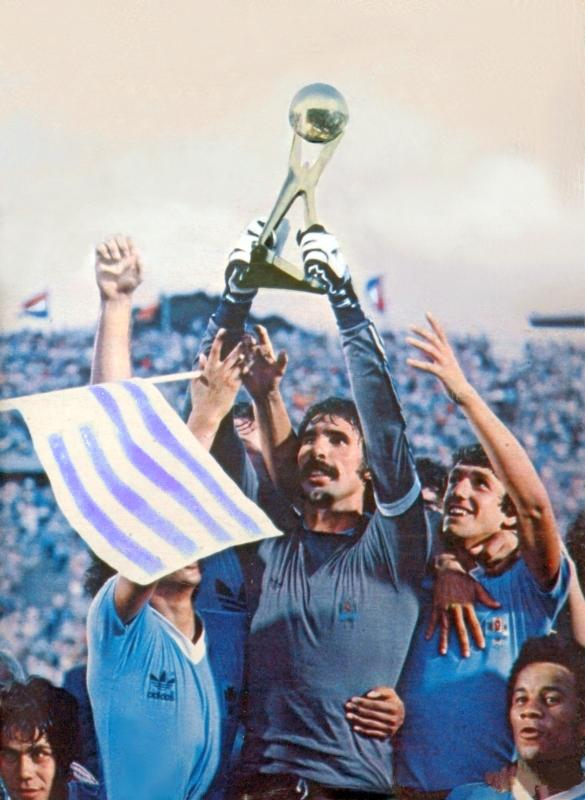
Rodolfo Rodríguez, goleiro uruguaio com grande passagem pelo clube, atuou na Copa do Mundo de 1986 pela sua seleção sendo atleta do Santos.

## Brasileiros naturalizados
| Ano  | País      | Jogador          | Posição  |
| 1959 | Itália    | Angelo Sormani   | Atacante |
| 2013 | Bulgária  | Cicinho          | Lateral  |
| 1943 | Itália    | Elisio Gabardo   | Atacante |
| 2013 | Itália    | Emerson Palmieri | Lateral  |
| 2013 | Itália    | João Pedro       | Meia     |
| 2007 | Ucrânia   | Moraes           | Atacante |
| 1999 | Alemanha  | Paulo Rink       | Atacante |
| 2022 | China     | Ricardo Goulart  | Meia     |
| 2005 | Hong Kong | Roberto          | Volante  |
| 2010 | Itália    | Rodrigo Possebon | Volante  |
| 2006 | Catar     | Rodrigo Tabata   | Meia     |

## Estatísticas
atualizado até 28/12/2024
| Pos. | País      | Jogador           | Jogos |
| 1º   | Argentina | Ramos Delgado     | 318   |
| 2º   | Uruguai   | Rodolfo Rodríguez | 255   |
| 3º   | Argentina | Cejas             | 253   |
| 4º   | Uruguai   | Carlos Sánchez    | 161   |
| 5º   | Colômbia  | Copete            | 145   |
| 6º   | Venezuela | Soteldo           | 143   |
| 7º   | Paraguai  | Ayala             | 113   |
| 8º   | Chile     | Maldonado         | 85    |
| 9º   | Uruguai   | Rodrigo Fernández | 83    |
| 10º  | Colômbia  | Mauricio Molina   | 78    |

| Pos. | País      | Jogador         | Gols |
| 1º   | Uruguai   | Carlos Sánchez  | 32   |
| 2º   | Colômbia  | Copete          | 26   |
| 3º   | Venezuela | Soteldo         | 21   |
| 4º   | Argentina | Echevarrieta    | 20   |
| 5º   | Colômbia  | Mauricio Molina | 17   |
| 6º   | Argentina | Molina          | 13   |
| 7º   | Argentina | Miralles        | 12   |
| 8º   | Colômbia  | Mendoza         | 10   |
| 9°   | Argentina | Furch           | 9    |
| 10°  | Paraguai  | Derlis González | 9    |

## Treinadores
Lista de treinadores estrangeiros que já comandaram o Santos.

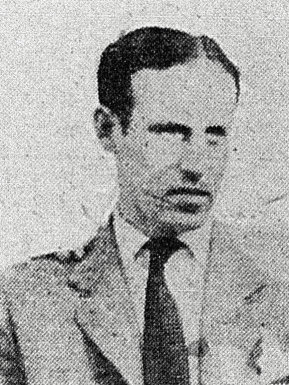
O argentino Abel Picabéa é o treinador estrangeiro com mais jogos comandando o alvinegro, 71 partidas.